# Сосново (Куявсько-Поморське воєводство)
Сосново (пол. Sosnowo, нім. Kieferneck) — село в Польщі, у гміні Роґово Рипінського повіту Куявсько-Поморського воєводства.
Населення — 305 осіб (2011).
У 1975-1998 роках село належало до Влоцлавського воєводства.

## Демографія
Демографічна структура станом на 31 березня 2011 року:
|          | Загалом | Допрацездатний вік | Працездатний вік | Постпрацездатний вік |
| -------- | ------- | ------------------ | ---------------- | -------------------- |
| Чоловіки | 160     | 36                 | 112              | 12                   |
| Жінки    | 145     | 36                 | 82               | 27                   |
| Разом    | 305     | 72                 | 194              | 39                   |